# Zatmění Měsíce 16. července 2019

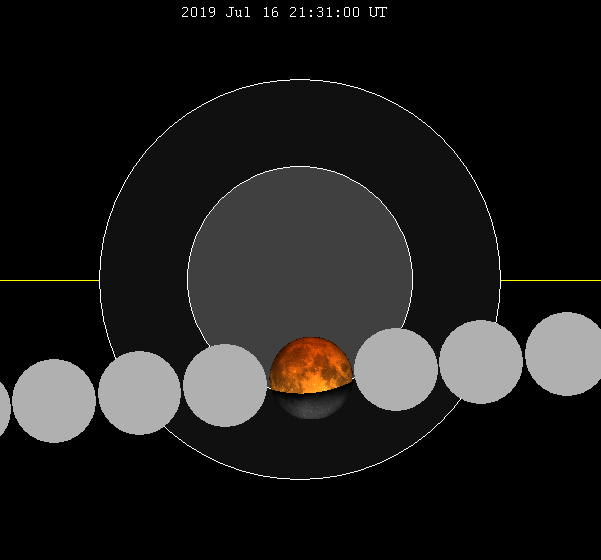
Grafické znázornění

V noci z 16. července na 17. července 2019 SELČ nastalo částečné zatmění Měsíce. Zhruba dvě třetiny (65,3 %) Měsíce byly při maximálním zatmění zakryty stínem Země. Celková doba částečného zatmění byla 177 minut a 56 sekund, doba polostínového zatmění byla 333 minut a 43 sekund.

## Viditelnost
Toto zatmění bylo viditelné v Asii, Austrálii, Africe, Evropě (včetně Česka) a v Jižní Americe. Mapa znázorňuje světlou plochou území, z kterých bylo zatmění viditelné:

## Průběh zatmění
V tabulce je uveden průběh tohoto zatmění pozorovatelného z území Česka:
| Začátek částečného zatmění | 22.01 SELČ |
| Maximální fáze zatmění     | 23.30 SELČ |
| Konec částečného zatmění   | 00.59 SELČ |

## Galerie

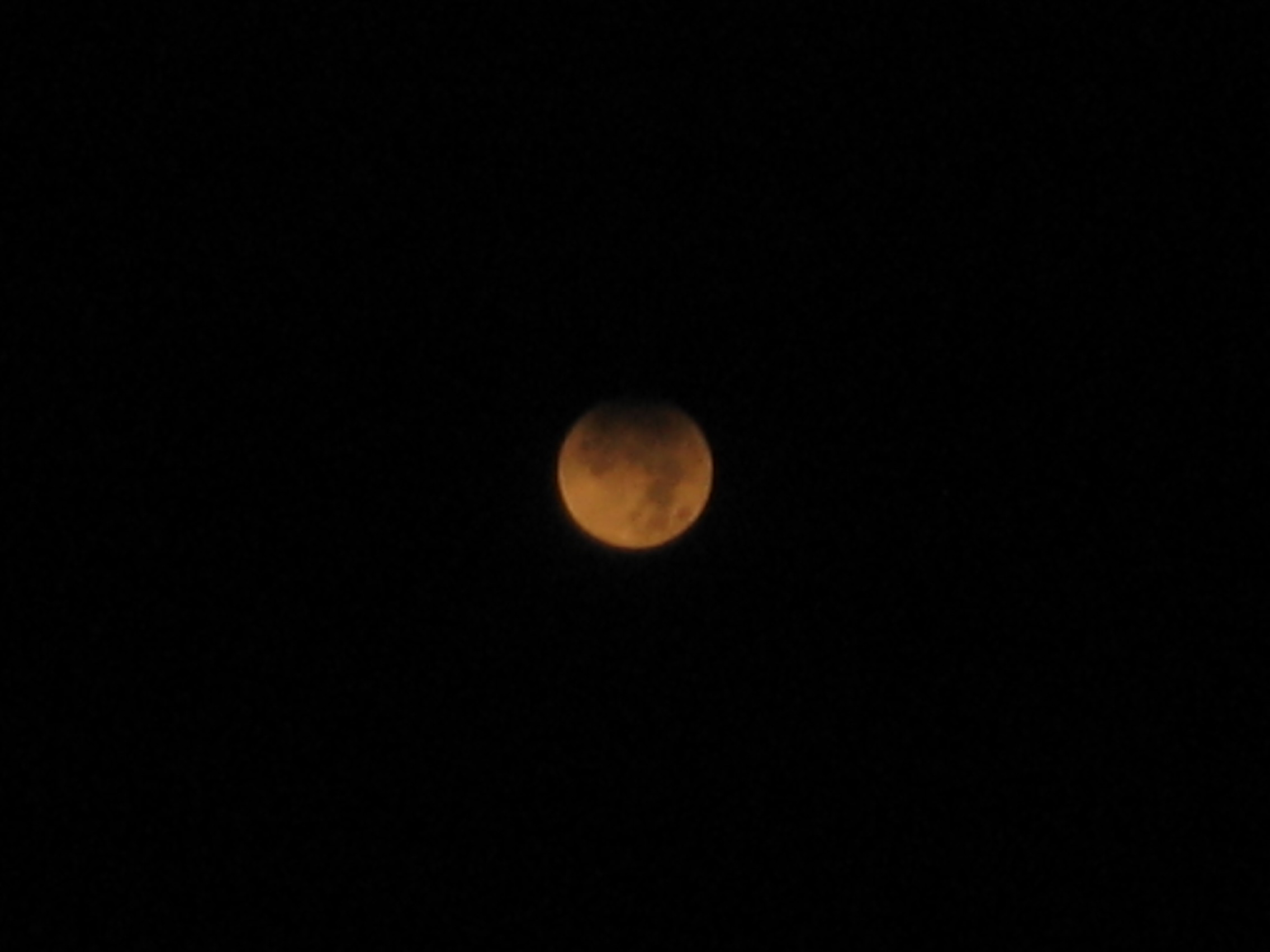
Che-fej, Čína, 19:56 UTC
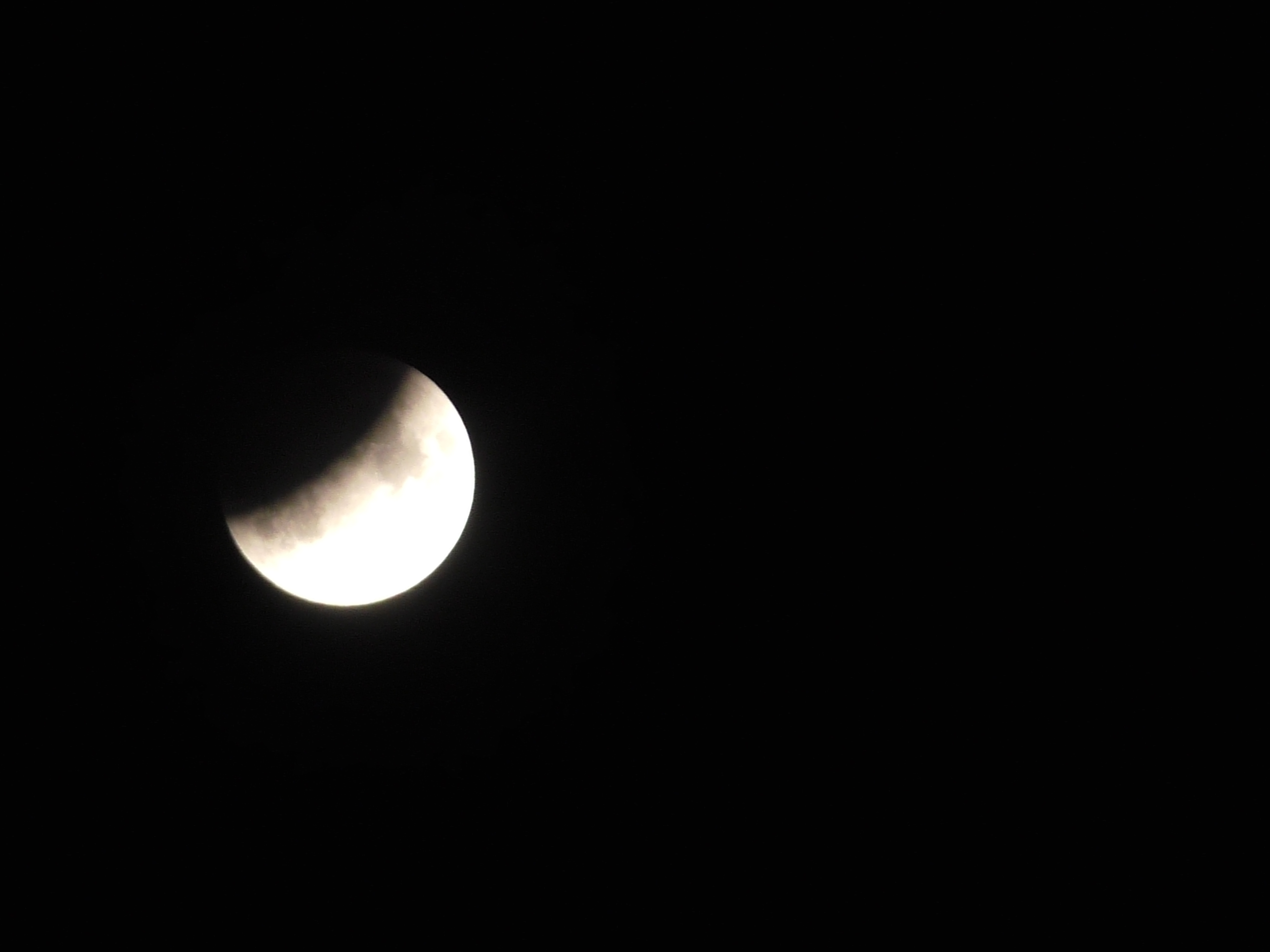
Mariupol, Ukrajina, 20:25 UTC
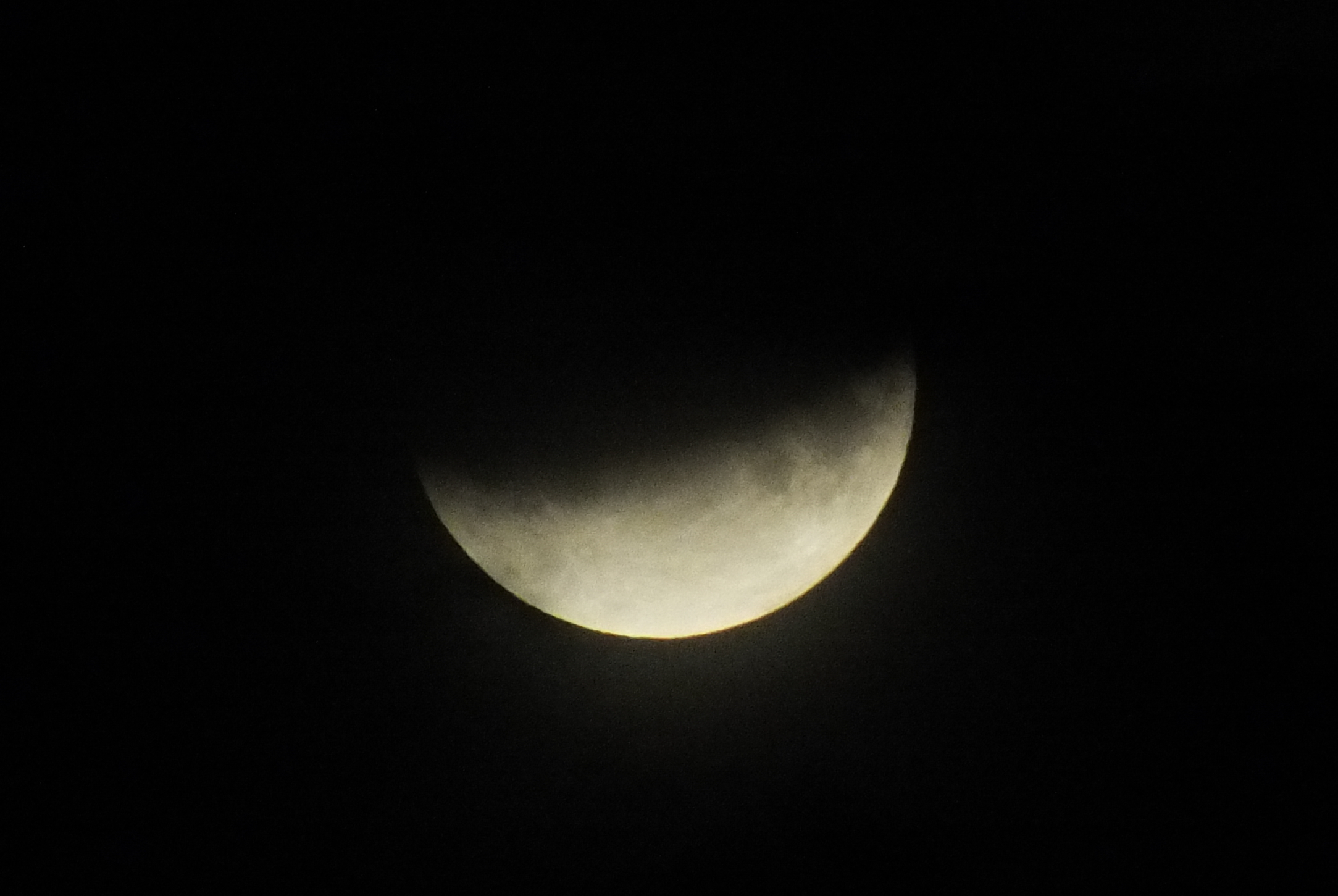
Moskva, Ruska, 21:11 UTC
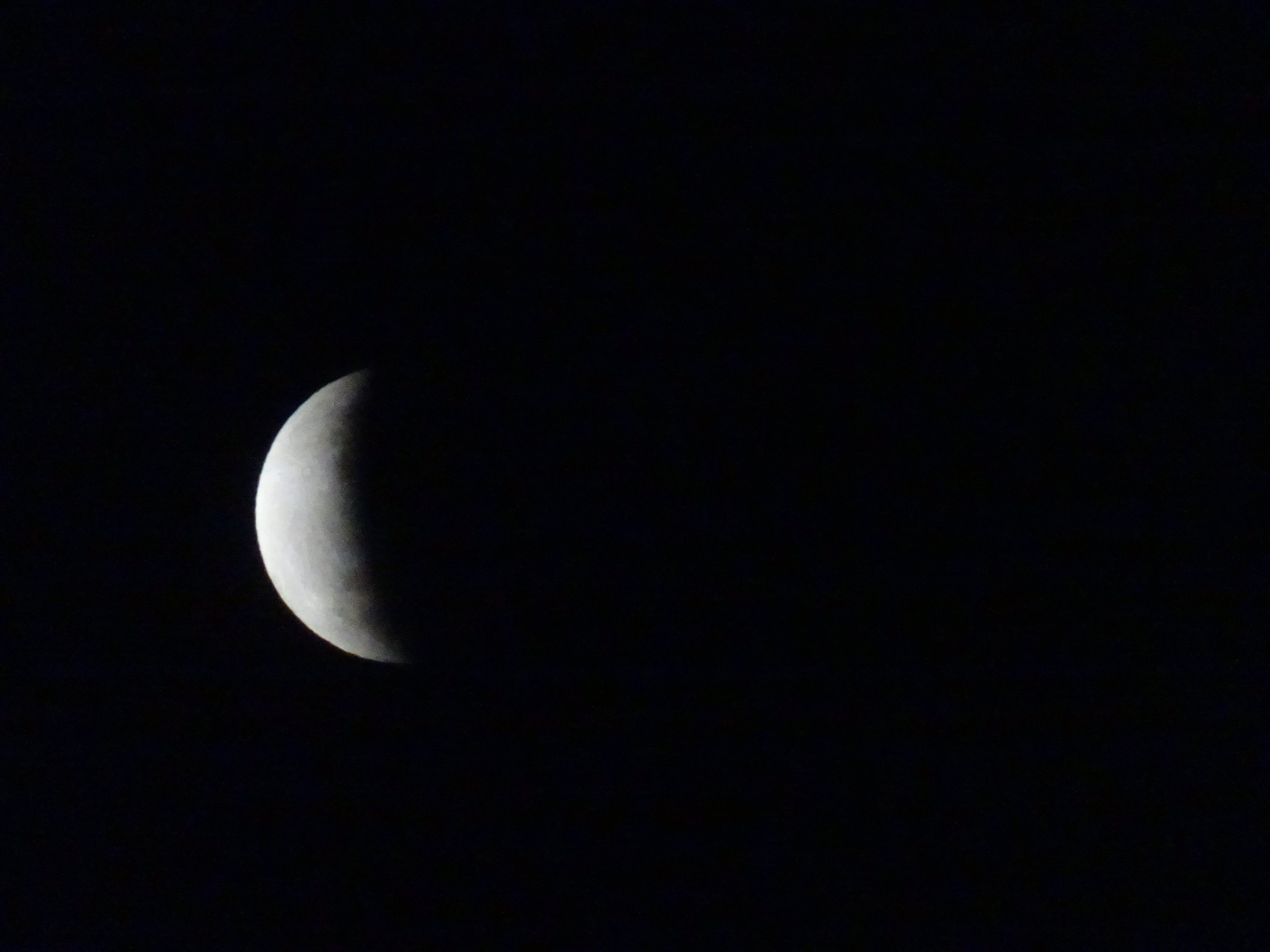
Bandung, Indonésie, 21:20 UTC
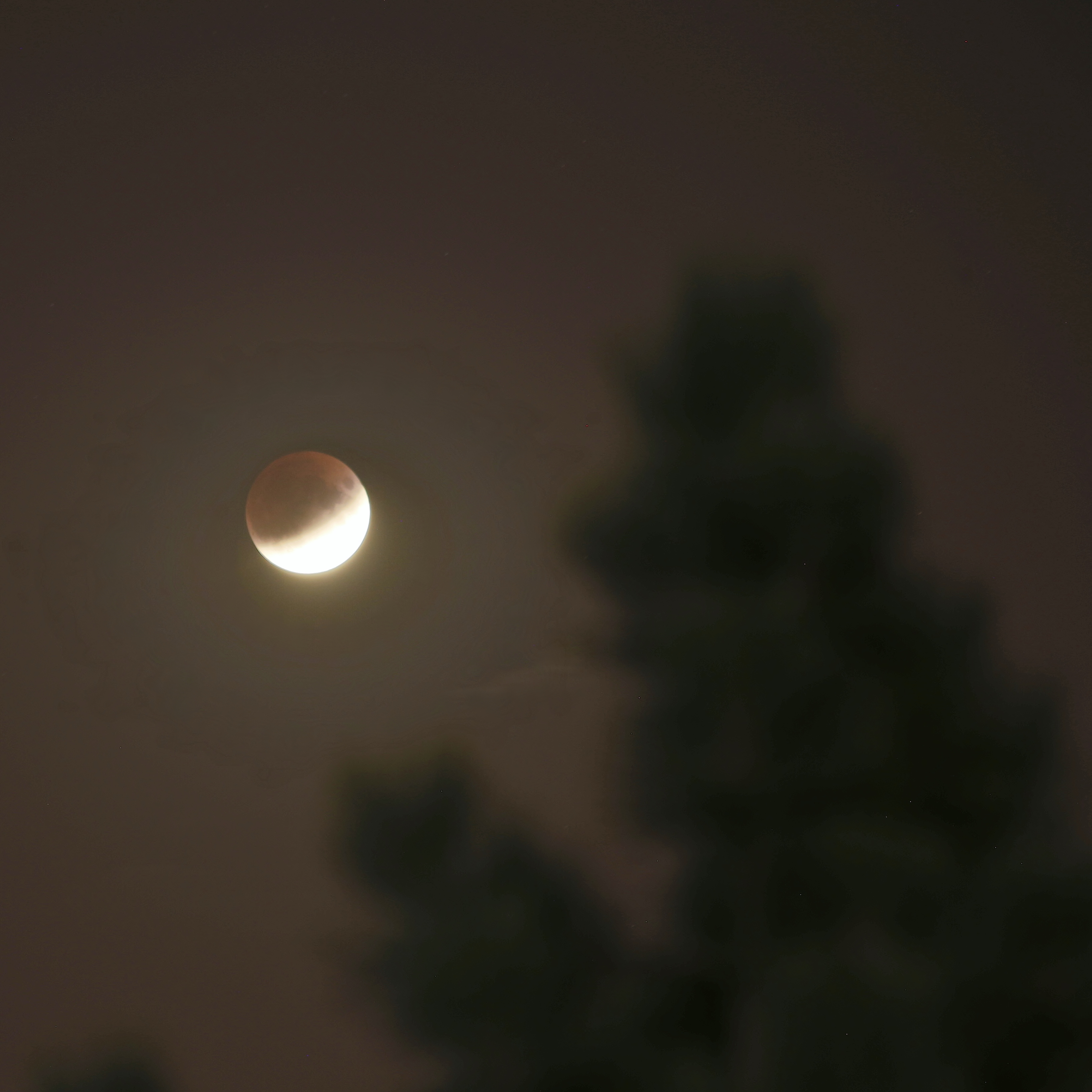
Paříž, Francie, 21:27 UTC
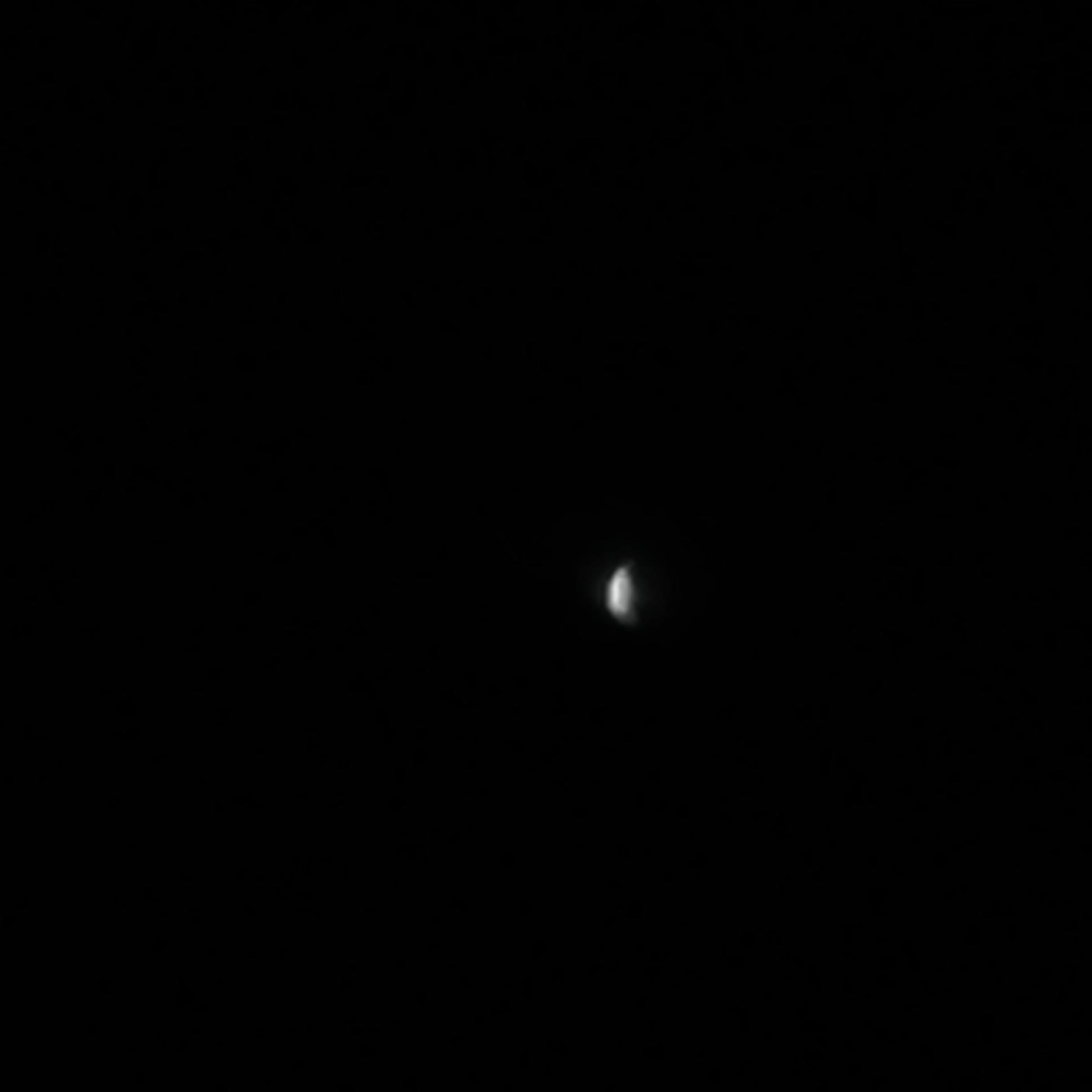
Kuala Lumpur, Malajsie, 21:30 UTC
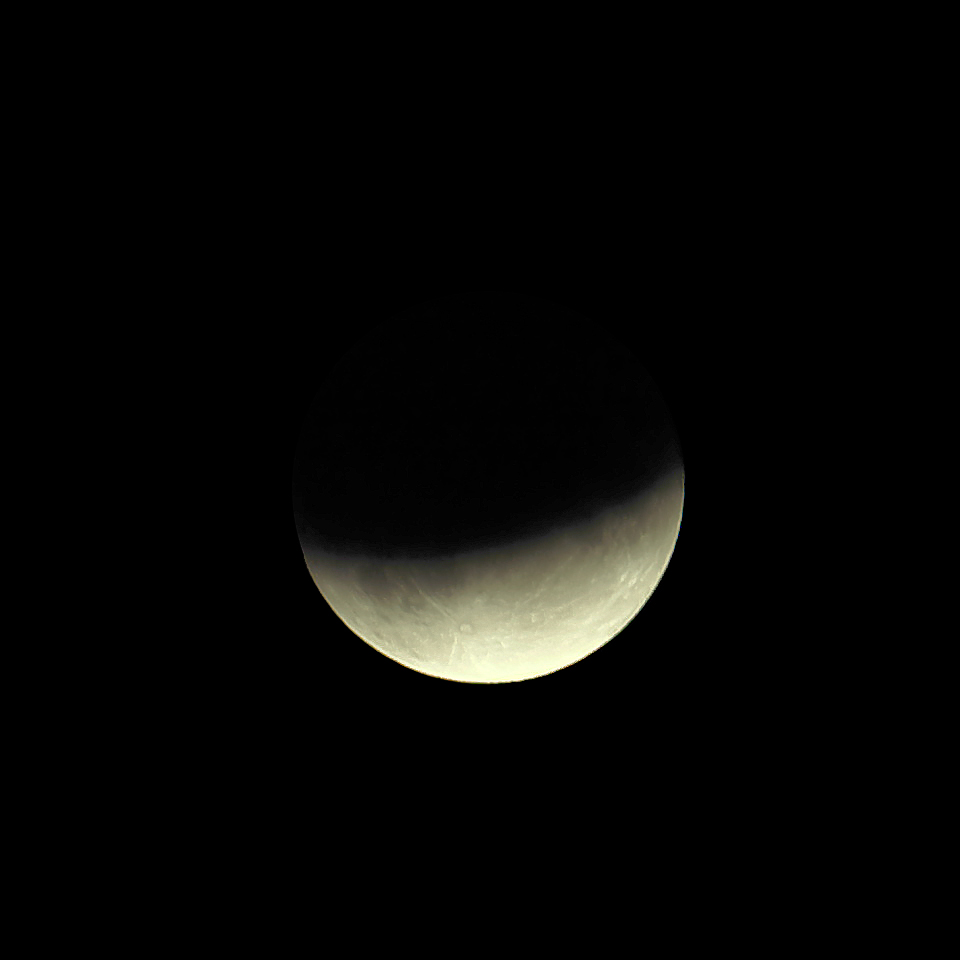
Mnichov, Německo, 21:36 UTC
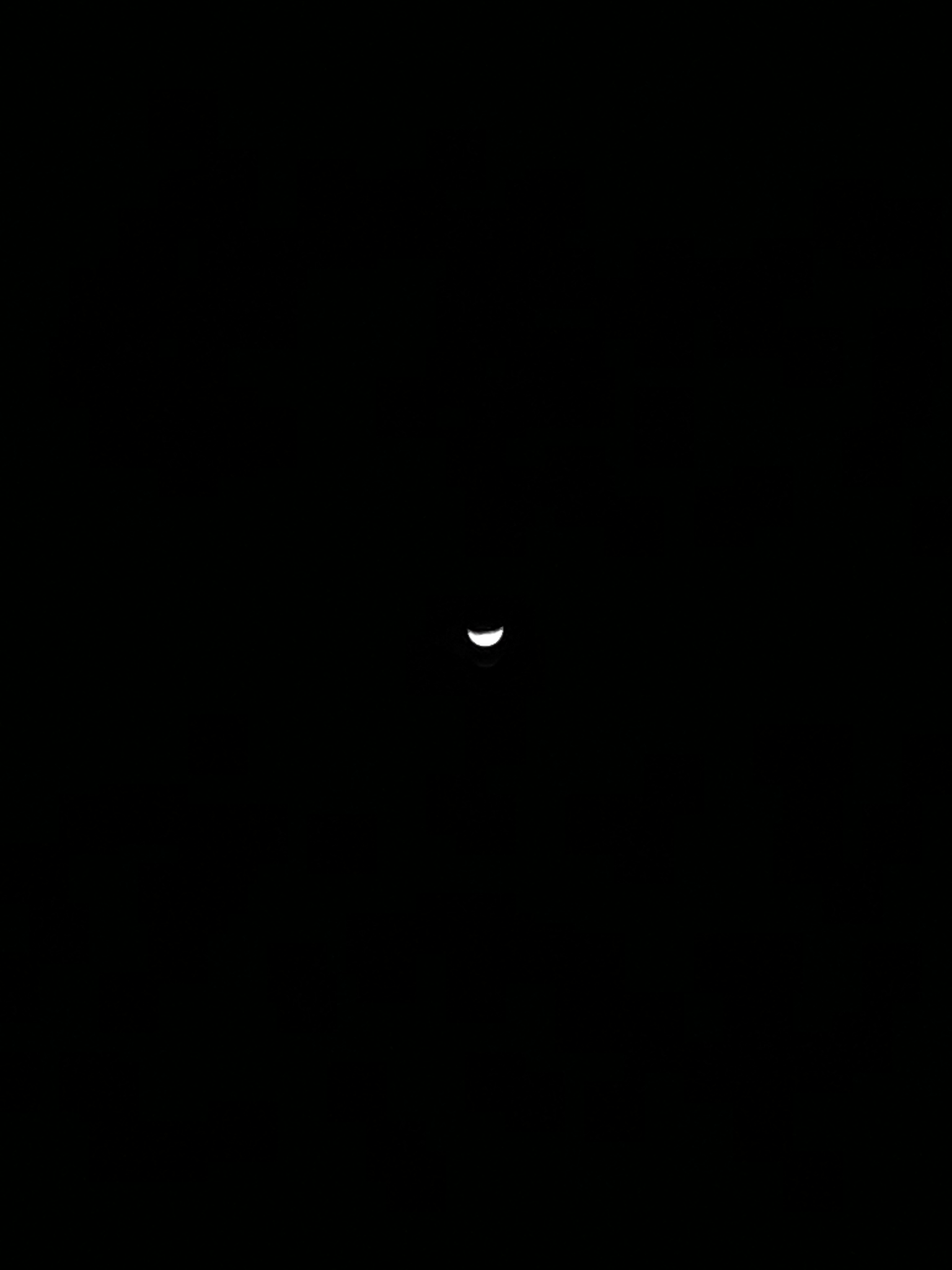
Praha, Česko, 21:39 UTC
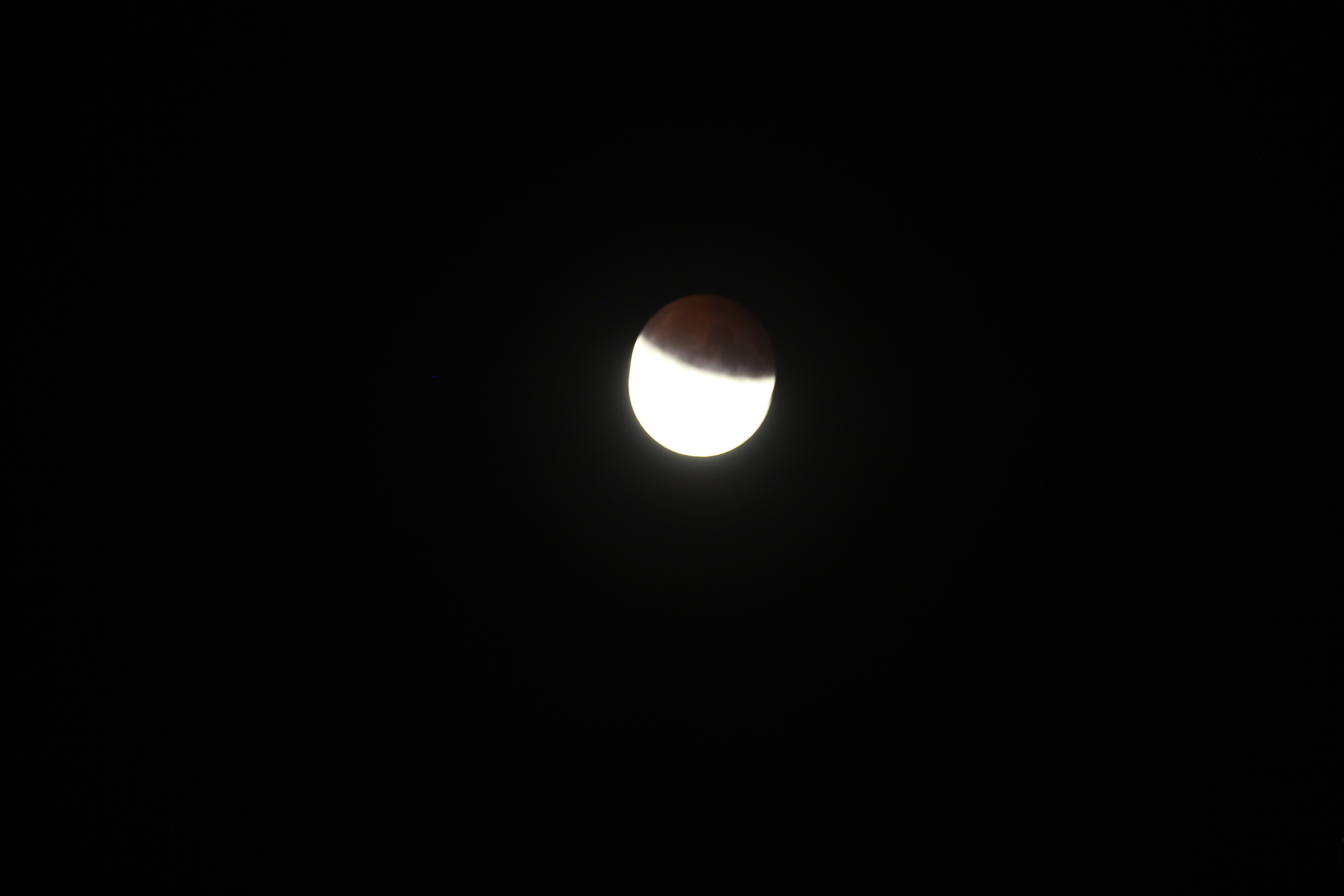
Vratislav, Polsko, 22:27 UTC
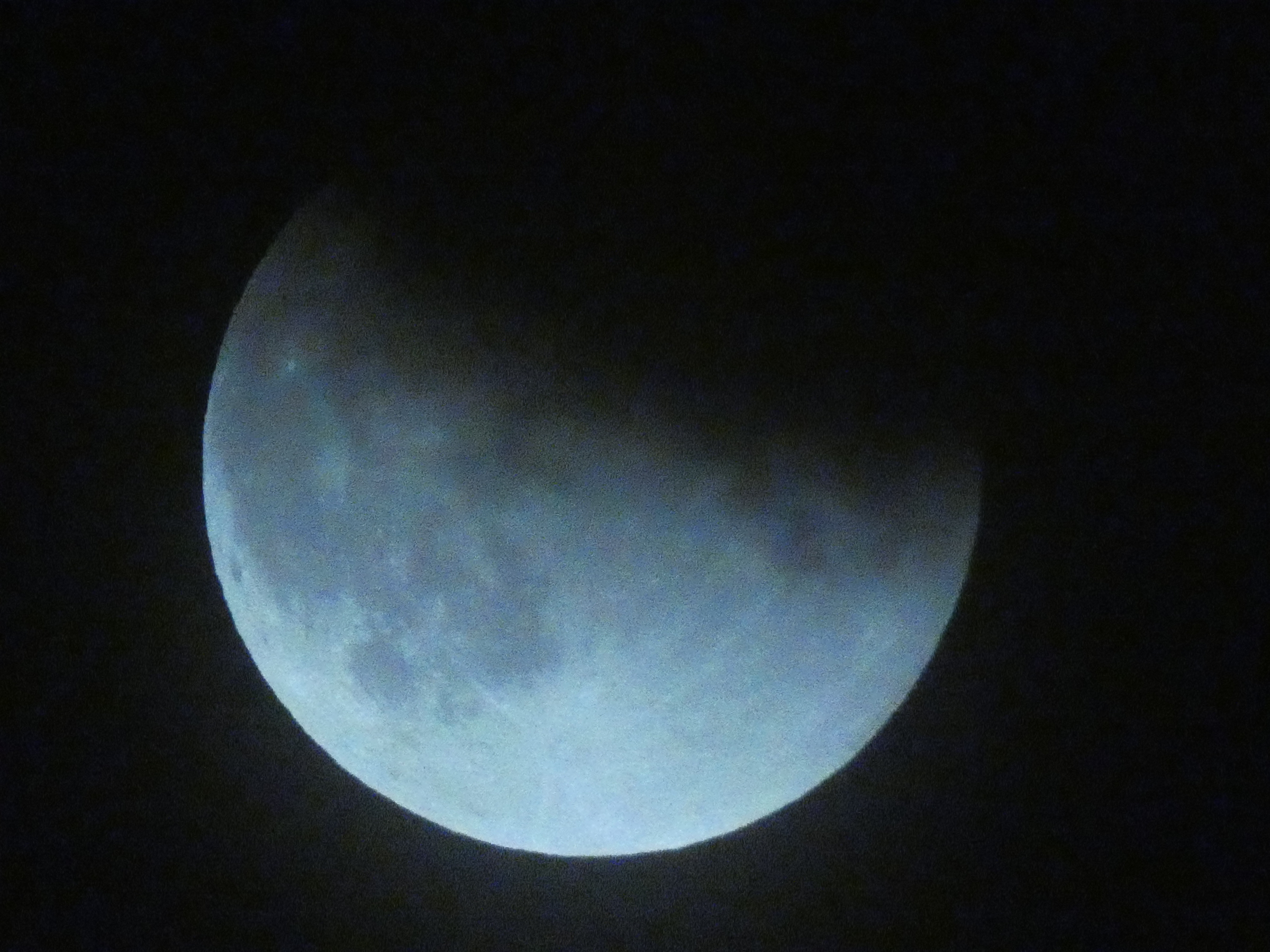
Logroño, Španělsko, 22:32 UTC